# Тврђава Комарно
Тврђава Комарно или тврђава Комаром  (мађ. Komáromi erődrendszer, словен. Fortifikačný systém mesta Komárno) је систем утврђења 15.–19. века, је систем утврђења, бастиона и утврђења из 15.–19. века кији се налазе у и око градова Комарно и Комаром (они су били један град до Тријанонског споразума) на обалама река Дунав и Вах. Фортификациони систем града Комарно је највеће утврђење у Словачкој, а као целина са утврђењима на мађарској страни Дунава у Комарому, највеће је утврђење у некадашњој Аустро-Угарској.

## Историја
Прва стражарска тврђава појавила се у Комарну за време Беле IV. У 15. веку Матија Хуњади је наредио изградњу модерније тврђаве (данас познате као Стара тврђава) на месту некадашњих утврђења. У ту сврху су позване италијанске архитекте. Бастиони су изграђени између 1546. и 1592. године.
Након што су Турци заузели Будим, Леополд I је наредио да се тврђава ојача и прошири Новом тврђавом, завршеном 1673. године. Тврђаву Комарно Турци никада нису успели да заузму.
После Наполеонове инвазије, цар Франц II, који се овде склонио од Француза, наредио је да се тврђава обнови и ојача са четири утврђења 1809. године, три на десној и једном на левој обали. Главна цитадела је ојачана нешто касније, 1827-39.
Током устанка 1848-1849, тврђаву су заузели мађарски побуњеници предвођени генералом Ђерђом Клапком. Септембра 1849. Клапка је капитулирао и тврђаву су заузеле аустријске и руске трупе.
Изградња фортификационог комплекса је углавном завршена до 1870. године. Крајем 19. века тврђава је била највећа и најзначајнија у Аустроугарској и била је способна да прими војску од 200.000 војника.

## Данашњица
Данас је већина утврђења на словачкој страни. Ту спадају Палатинска и Важска одбрамбена линија, које су уврштене на листу националних споменика културе Словачке. Цитадела (Стара и Нова тврђава) се налази на ушћу Ваха у Дунав. У мађарском Комарому налазе се каснија утврђења Моншстор (или Сандберг, 1850-1871), Игманд (1871-1877) и Чилаг (1852-1870).
У некадашњим утврђењима, и на словачкој и на мађарској страни, смештени су музеји. У Словачкој цитадели налази се Музеј Римског лапидаријума, у Игманду Бригионски лапидаријум, а у Моноштору Музеј Моношторске тврђаве. Тврђава Чилаг је отворена за ограничен број посетиоце без улазнице за музеј.

## Делови фортификационог система
Систем утврђења града Комарно био је комплекс полигоналног типа и обухватао је следеће елементе:
- Палатинска линија која формира заштиту на западној страни града [4]
- Линија Ваха која утврђује град са севера на десној обали Ваха [5]
- Вашки мостобран на словачкој страни, лева обала Ваха и Дунава [6]
- Дунавски мостобран на мађарској страни, на десној обали Дунава, укључујући тврђаву Чилаг
- Тврђава Моноштор (Сандберг) на десној – мађарској обали Дунава, наспрам западног врха Елизабетиног острва, брани Комаром са запада [7]
- Тврђава Игманд на мађарској страни Дунава брани Комаром са југа [8]
- Антитурска тврђава у средини тврђавског система – у клину ушћа реке Вах у Дунав

- Поглед из ваздуха на тврђаву
- VI бастион
- Капија тврђаве
- Двориште тврђаве
- Улазна капија
- Зграде тврђаве